# Epilohmannia heterotricha
Epilohmannia heterotricha är en kvalsterart som beskrevs av Sandór Mahunka 1966. Epilohmannia heterotricha ingår i släktet Epilohmannia och familjen Epilohmanniidae. Inga underarter finns listade i Catalogue of Life.